# 洪海霞
洪海霞，满族人，中华人民共和国政治人物、全国脱贫攻坚先进个人。

## 生平
洪海霞任张家口市崇礼区扶贫开发办公室副主任。因在脱贫攻坚战中作出突出贡献，2021年2月25日全国脱贫攻坚总结表彰大会上，洪海霞被授予“全国脱贫攻坚先进个人”。对于获奖，她表示“脱贫攻坚取得全面胜利，作为一名扶贫干部我倍感骄傲和自豪”。